# Martin Turner
Martin Turner (Torquay, 1 oktober 1947) is een Brits bassist en zanger en leider van Martin Turner's Wishbone Ash.
Martin (voornaam in verband met andere Turners in artikel) begon met gitaar spelen toen hij veertien jaar oud was; hij schakelde echter over naar de basgitaar. Op zijn zestiende speelde hij al samen met zijn broer Glenn Turner in de Torincoes; dat een typisch jaren zestig coverbandje was. Daarna kreeg de band de naam Tanglewood en toen Steve Upton zich bij de twee Turners voegde werd de naam omgedoopt in The Empty Vessel. De band kwam zonder gitarist te zitten toen Glenn ermee stopte. Martin en Steve schreven een vacature uit en kregen twee gitaristen in de aanbieding, Andy Powell en Ted Turner (geen familie). Wishbone Ash was een feit. De band speelde vier studioalbums vol en een livealbum Live Dates toen Ted eruit stapte. Ongeveer gelijkertijd waagde Wishbone Ash de stap naar de Verenigde Staten; het werd een (bijna) Amerikaanse muziekgroep. 
In 1980 stapte Martin uit Ash en sindsdien was Andy Powell de leider. Bijna per album/toer kwam er een nieuwe bassist waarvan John Wetton en Trevor Bolder beide uit Uriah Heep kwamen. Martin startte zijn eigen band, "The Wolf Gang", ook wel "Bamboo" en "Martin Turners Stolen Face" genoemd en nam een album op. Dat album verscheen pas in 1996 onder de naam Walking the Reeperbahn. De scheiding der wegen was kennelijk niet vanwege de botsing van karakters, want in 1987 vroeg de toenmalige manager van Ash Miles Copeland de originele leden weer bij elkaar te komen. Er volgden weer drie studioalbums en navenante tournees. Eind 1991 waren er opnieuw meningsverschillen en Martin verliet de band opnieuw, nu om nooit meer terug te keren. Hij speelde echter wel mee als gastmuzikant bij jubileumoptredens zoals het bij het 25-jarig bestaand van de band. Echter Andy Powell had de bandnaam helemaal naar zich toegetrokken en ontstond een tweestrijd om de naam. Dit leidde tot zelfs twee sites gewijd aan de band, Wishboneash.com van Powell en Wishboneash.co.uk van Martin. Martin ging spelen in The Blue Bishops, met wie hij ook een album opnam als muziekproducent
In september 2005 richtte Martin een nieuwe versie van Wishbone Ash op: "Martin Turner’s Wishbone Ash" en kwam met drie liveabums. Bandleden van Martin op bas, Keith Buck en Ray Hatfield op gitaar en Rob Hewins op drums. In december volgden de eerste optredens en ook deze versie van Ash begon toen aan de personeelswisselingen, iets dat de originele Ash ook overkwam. De naam van de eerste tournee An evening of classic Wishbone Ash Music kwam van de grond. Ted Turner kwam enige concerten meespelen.
Ondertussen werkte Martin ook weer samen met Andy Powell om "klassiek" materiaal opnieuw uit te brengen. Er verscheen First light (opgedoken muziek uit de begintijd van Ash) en Argus in een jubileumeditie.       
Martin bespeelde regelmatig de Gibson Thunderbird-basgitaar, die hij ooit had gekocht van Peter Overend Watts van Mott the Hoople.

## Discografie (buiten Ash)
- Zie Wishbone Ash-albums
- 1996: Walking the Reeperbahn
- 2002: Deep (Blue Bishops)
- zie Martin Turner's Wishbone Ash